# Финкельштейн, Алексей Витальевич
Алексей Витальевич Финкельштейн (род. 16 июня 1947, Харьков) — советский и российский учёный, работающий в области молекулярной биологии и белковой инженерии, доктор физико-математических наук, профессор Московского государственного университета, член-корреспондент РАН.

## Биография
В 1964 году поступил в Московский физико-технический институт, на факультет молекулярной и химической физики, который и окончил с отличием в 1970. В 1967 году он начал свою преддипломную практику в Лаборатории физики белка Института белка АН СССР, где выполнил дипломную работу, в ходе которой был создан первый в мире успешный метод предсказания вторичной структуры белков по их аминокислотным последовательностям. Работал Финкельштейн под руководством заведующего этой лабораторией, профессора О. Б. Птицына. Окончив МФТИ и оставшись в той же лаборатории, занялся теорией белковых структур и методами их предсказания, после защиты диссертации под руководством О. Б. Птицына. В 1976 году получил степень кандидата физико-математических наук (диссертация «Теория формирования α-спиралей в глобулярных белках»), а затем начал заниматься термодинамикой и кинетикой образования структур белков, и их классификацией и дизайном. В 1991 году защитил докторскую диссертацию «Физическая теория пространственной организации белков» в МГУ. В 1999 году после кончины О. Б. Птицына, А. В. Финкельштейн стал заведующим Лабораторией физики белка Института белка РАН.
По состоянию на текущий момент живёт и работает в городе Пущино в Институте белка РАН. Читает семестровый курс «Физика белка» студентам биологического факультета МГУ.

## Научные интересы и достижения
В область интересов А. В. Финкельштейна входит теоретическое изучение денатурации и сворачивании белков, физика белков, биокомпъютинг, белковый дизайн и инженерия, а также молекулярные основы функционирования белка в клетке.
В качестве теоретика он входил в группу О. Б. Птицына, исследовавшей расплавленную глобулу, где участвовал в исследовании процессов денатурации и сворачивании белка, образования ядер сворачивания и кинетики этого процесса. Внёс вклад в решение парадокса Левинталя.

## Основные труды
В. А. Финкельштейн является автором свыше 300 научных публикаций в журналах и сборниках в области физики белка, по крайней мере треть из которых приходится на иностранные журналы. Автор книги-монографии «Физика белковых молекул», а также учебника «Физика белка. Курс лекций с цветными и стереоскопическими иллюстрациями и задачами» выдержавший в нашей стране четыре издания. Эта книга переведена на английский, французский, китайский языки и в полной мере востребована научной, аспирантской и студенческой аудиторией в разных странах мира.

## Награды и почётные звания
- В 1999 году А. В. Финкельштейн, вместе с О. Б. Птицыным, Д. А. Долгих и М. П. Кирпичниковым был награждён Государственной Премией Российской Федерации по науке и технике — за работы по биофизике белков и белковой инженерии. В 2008 году избран членом-корреспондентом РАН. Является Соросовским профессором[5], членом редколлегий журналов «Молекулярная биология», «The Journal of Computational Biology», «Chemistry Central Journal» и «The Open Bioinformatics Journal»[1].
- Медаль ордена «За заслуги перед Отечеством» II степени (5 февраля 2024 года) — за большой вклад в развитие отечественной науки, многолетнюю плодотворную деятельность и в связи с 300-летием со дня основания Российской академии наук[7].